# فرصة حب
فرصة حب (بالبرتغالية: pega pega‏) هي دراما برازيلية، تم دبلجته باللهجة السورية على قناة دريم المصرية في عام 2019.

## القصة
تتركز الحبكة اليومية للمسلسل في فندق كاريوكا بالاس الفاخر في ريو دي جانيرو ،حيث سيتعرض الفندق للسرقة وكيف سيؤثر ذلك على حياة كل شخص له علاقة بموضوع السرقة.

## أبطال المسلسل
- ماتيوس سولانو
- كاميلا كويروز
- ناندا كوستا
- فانيسا جياكومو
- تياغو مارتينز
- مارسيلو سييرادو
- ماريانا سانتوس
- جواو بالداسيريني
- إليزبيث سافالا
- إرين رافاتشي
- ماركوس كاروسو[2]

## وصلات خارجية
- فرصة حب على موقع IMDb (الإنجليزية)
- فرصة حب على موقع كينوبويسك (الروسية)
- فرصة حب على موقع قاعدة بيانات الفيلم (الإنجليزية)